# Esprit tutélaire

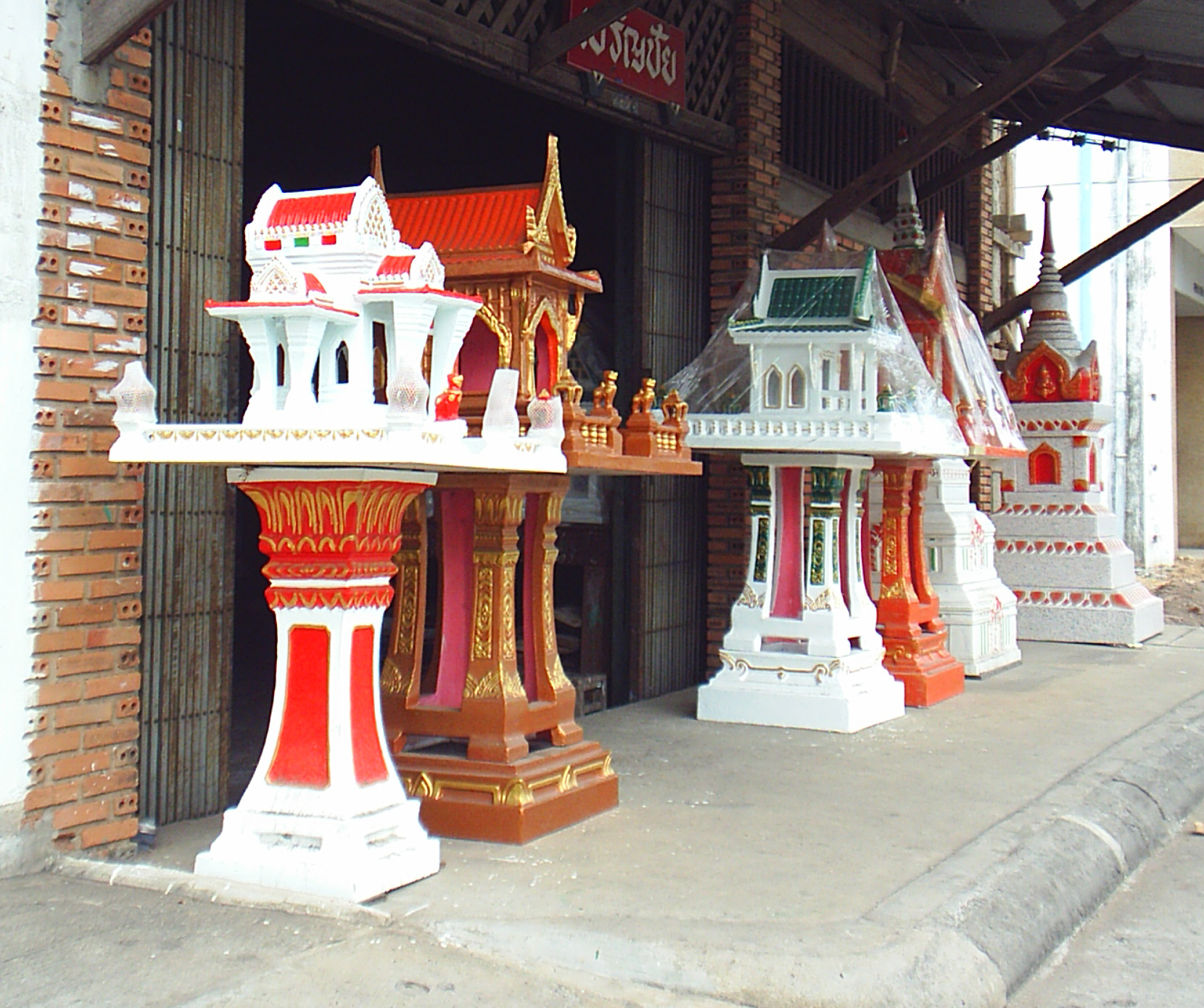
Maisons des esprits en Thaïlande

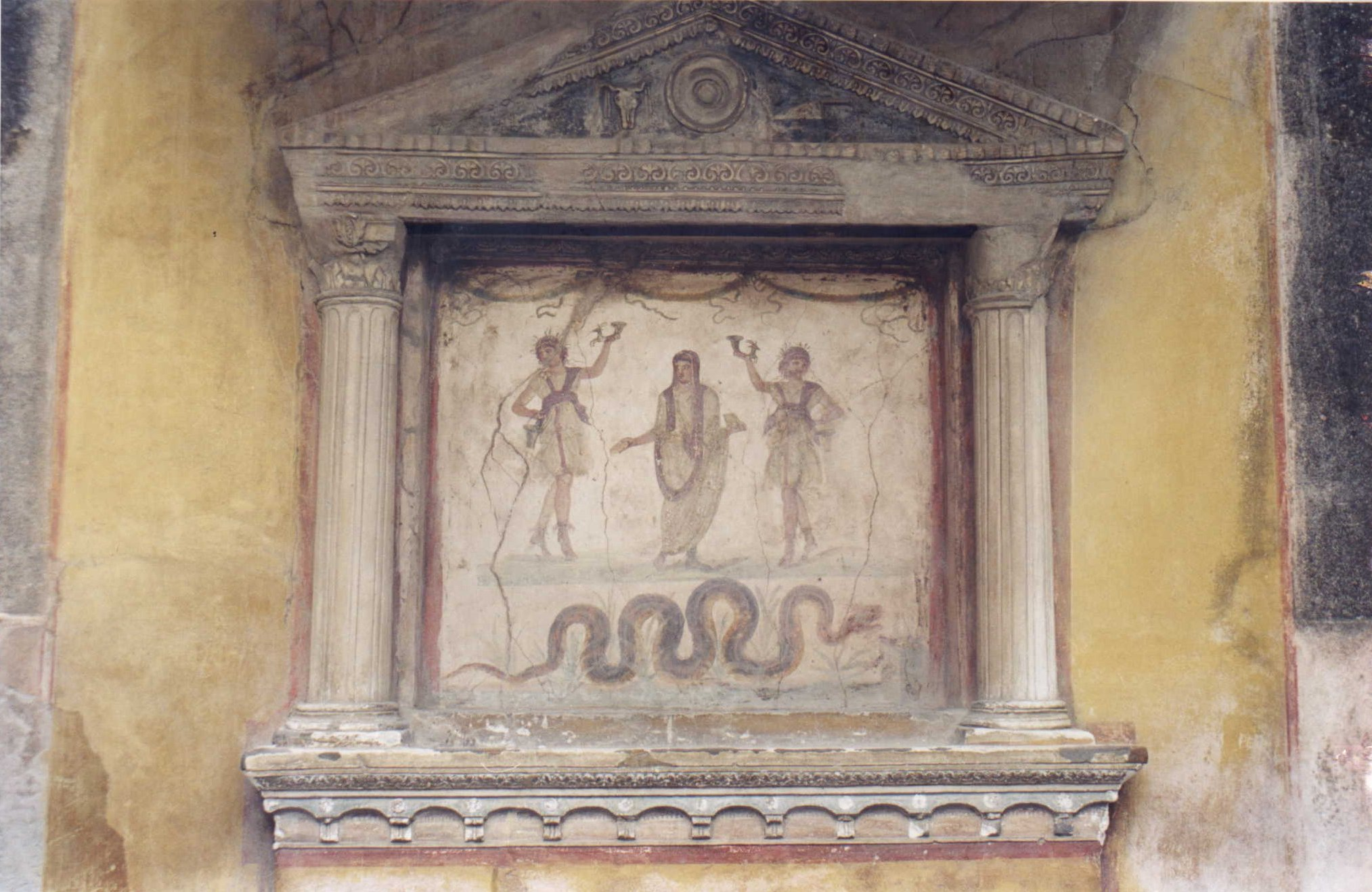
Lararium représentant les divinités tutélaires de la maison : un génie central entouré de deux lares avec un serpent gardien

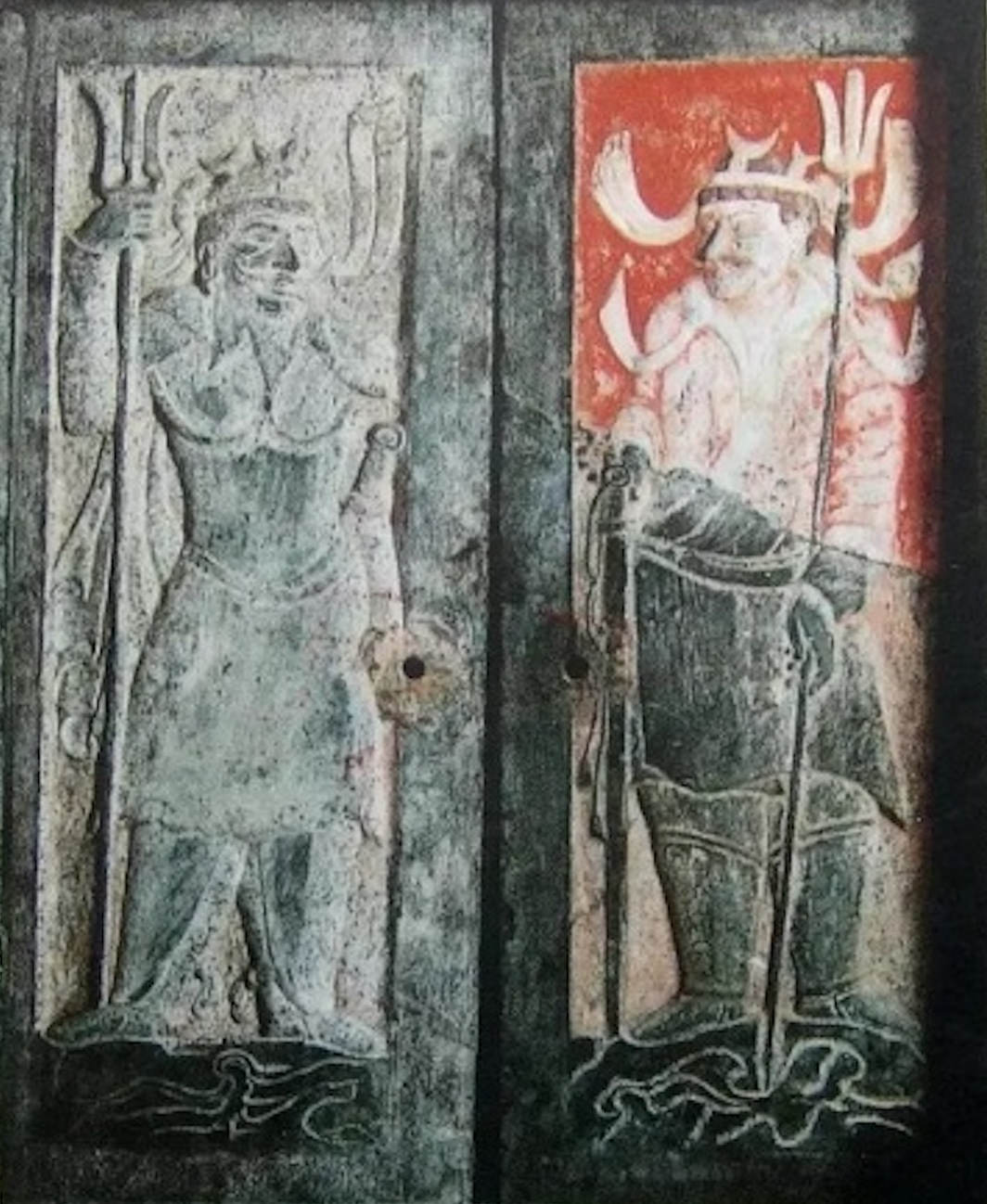
Deux divinités gardiennes d’une tombe des dynasties du Nord–Tang, les deux montrant des caractéristiques caucasoïdes.

Un esprit tutélaire (en latin spiritus tutelaris), dieu tutélaire ou divinité tutélaire est une entité héritée ou acquise présidant à la destinée d'un individu, d'une collectivité, d'une époque, d'un lieu ou d'une ville, placés sous sa protection.
Il convient de différencier les expressions « esprit auxiliaire » (terme le plus général), « esprit tutélaire », « esprit gardien », « esprit familier », « génie », « anges gardiens », « double », etc. qui font référence à des systèmes culturels différents.

## Esprit topique
Les divinités topiques sont des divinités d'un lieu géographique. On trouve des divinités topiques de fleuves, de villes. En général, la divinité porte le même nom que ce à quoi elle est attachée. L'exemple le plus connu est Athéna. Bien que divinité principale du panthéon grec, elle est aussi, et entre autres, une divinité topique, c'est la déesse d'Athènes. Les dieux égyptiens étaient aussi des divinités topiques.

## Par religion

### Mazdéisme
La fravashi des Mazdéens est un esprit protecteur (fravashi, « protection »), un ange gardien et l'archétype spirituel de l'homme pieux ; c'est une entité qui préside à la génération (génie). L’Avesta dit ceci : « Les bons, héroïques, saints Esprits tutélaires des pieux, nous les vénérons ».

### Christianisme
Chez les chrétiens, l'ange gardien est un esprit tutélaire ou auxiliaire.

### Traditions africaines
Ce thème a été étudié par Lucien Lévy-Bruhl, dans L’âme primitive. Chez les Dschagga (au Niger), le figuier des banians « apparaît sous deux aspects comme le protecteur des jeunes vies : d’une part à cause de la force de rajeunissement que lui donnent ses racines aériennes, de l'autre à cause de sa sève douce et laiteuse qui coule si abondamment qu'elle guérit toutes les blessures de l'écorce » : on emmaillote le bébé, l'initié avec une étoffe faite de cette écorce. 

En Côte-de-l'Or, les Akans considèrent qu'il existe 7 âmes tutélaires reliées à chaque jour de la semaine, et utilisent une dénomination calendaire pour les enfants qui naissent. Ils croient également en la réincarnation sur base de quatre éléments tutélaires transmis à la naissance : le ntoro (âme) transmis par le père retourne à la divinité associée à la mort, le mogya (sang) transmis par la mère se transforme en saman (fantôme ou esprit ancestral) afin de rejoindre l'asamando (monde des ancêtres) en attente de sa résurrection. Un enfant peut donc incarner spirituellement un ancêtre à l'identique si son mogya et son ntoro qui le composent sont identiques. Cependant, il se différencie par deux entités dont l'héritage n'est pas lié à son lignage familial : son kra (essence ou âme divine) que l'on peut comparer à une forme d'ange gardien qui surveille ses actions et son sunsum (lien divin) lié à des fétiches et divinités extérieures à son clan,.
« Le kra a l’apparence extérieure de l'homme dont il habite le corps, il s'en va quand l'homme dort, c'est plutôt un ange gardien qui vit à l'intérieur de l'homme et qui se sépare de lui quand il meurt » 
Chez les Bantou, « Mungalo vous dira qu’il est son propre grand-père, Mungalo, revenu à la vie. En même temps il vous dira que Mungalo est son génie, son ange gardien » (guardian spirit, personal my god).

### Chamanisme sibérien
« Les esprits-maîtres sont les maîtres de certaines espèces animales, des territoires où gîte le gibier, de phénomènes comme le feu, la foudre, le vent, etc. La grande majorité des peuples de Sibérie se représentent l'esprit-maître du feu comme une vieille femme assise courbée dans les flammes du foyer. L'esprit-maître de la forêt gouverne les espèces animales qui intéressent les chasseurs. Le chamane sert d'intermédiaire entre les hommes et les esprits. Après avoir incorporé ses esprits (par les aisselles, par l'anus, par le sinciput ou par la bouche), le chamane envoie son âme, c'est-à-dire son double animal, dans les territoires mythiques de l'au-delà, soit pour reprendre l'âme du malade emportée par un esprit, soit pour dérober une âme-oisillon de petit enfant qu'il rapportera à une femme stérile, soit pour conduire l'âme d'un mort dans le monde inférieur, soit encore pour toutes autres tractations avec les esprits concernant l'obtention du gibier ou la guérison d'un malade. Les toungouses ne recherchent pas la vocation. Bien au contraire, elle est imposée par un esprit, en règle générale un ancêtre chamane, au cours d'une maladie qui peut durer des années. Les esprits chamaniques sont : a) les ancêtres chamaniques, b) les esprits zoomorphes, serviteurs du chamane, c) les esprits susceptibles d'être maîtrisés par le chamane. »

### Nord-Amérindiens
« Les Indiens pensent avec humilité que l'homme n'est que peu de chose, comparé à ces êtres puissants que sont l'ours ou le bison. La quête de pouvoir revêt en Amérique du Nord deux formes : a) une recherche quotidienne de contacts magiques ; un Indien Papago trouve une pierre d'aspect étrange, il la ramasse et se dit : "C'est un objet de pouvoir, peut-être est-elle capable d'apporter la pluie" ; b) une vision d'un Esprit tutélaire ; les Indiens appellent cette démarche : rechercher une vision. Lorsqu'un Indien Sanpoil atteint l'âge de la puberté, son père l'envoie à la recherche d'un Esprit tutélaire. Plus un homme possède l'Esprits tutélaires plus grandes sont ses chances dans la vie. Un chef dispose d'au moins trois ou quatre alliés différents. L'esprit qui se présente a parfois les traits d'une femme, parfois d'un animal, parfois d'une charge de guerriers à cheval. Il laisse fréquemment, avant de se retirer, un signe de son passage : quelques poils de bison, une plume d'aigle. Il enseigne un chant, qui est une sorte de signal auquel il accourt. L'esprit qui se présente n'est pas toujours le bienvenu, celui du Coyote est réputé peu sûr. Chez les Sanpoil, environ 90 % de la population s'enorgueillit de posséder un Esprit ou plus. »

### Mésoméricains
Le nahual (mot d'origine nahua qui peut être également orthographié nagual) est, chez les Mésoaméricains, la forme animale que certaines personnes peuvent revêtir ou l'animal-compagnon auquel chacun est spirituellement relié toute sa vie. Le nahual est un esprit tutélaire qui peut être un animal particulier existant, ou bien le représentant archétypal d'une espèce animale. Cet animal est sympathiquement lié à la personne, celle-ci pourrait se métamorphoser en cet animal, mais surtout l'animal en question est donné, il s'impose comme gardien dès la naissance, à partir d'évènements fortuits. On peut distinguer nahual et tonal. Selon Carlos Castaneda, « The tonal and the nagual are two different worlds. In one you talk, in the other you act » (Tales of Power).

### Polynésie
En Océanie, les croyances relatives aux esprits tutélaires reflètent un lien intime et spirituel entre les humains et leur environnement naturel. Dans l’archipel des Tuamotu, ces esprits, appelés tuputupua, sont perçus comme la réincarnation d’ancêtres dans des formes animales ou parfois végétales. Après leur mort, l’esprit ou l’essence vitale du défunt prend possession d’un animal, lequel devient alors un protecteur du groupe familial. Ces relations établissent une continuité entre les vivants et les morts, ainsi qu’une harmonie avec la nature environnante.
Les tuputupua occupent une place centrale dans les récits oraux et les pratiques rituelles. Ils sont souvent invoqués par des chants spécifiques (pehepehe) ou des prières, généralement exécutés par des individus dotés de pouvoirs spirituels (mana). Ces esprits jouent un rôle de gardiens, qu’il s’agisse de guider des voyageurs égarés, comme le requin Turia qui sauve une femme dérivant en mer, ou d’avertir leurs descendants des dangers, tel le crabe kaveu qui prévient des malveillances dirigées contre sa famille.
Les animaux associés aux tuputupua incluent des espèces variées comme les requins, les murènes, les crabes de cocotier, et parfois des oiseaux ou des mammifères. Ces espèces ne sont pas choisies au hasard : elles sont souvent liées aux récits fondateurs ou à des tapu alimentaires et culturels. Contrairement aux divinités supérieures, les tuputupua sont des entités proches des humains, enracinées dans les lignées familiales et souvent limitées à des aires géographiques spécifiques.
Ce système de croyances présente des similarités avec d'autres sociétés du Pacifique, notamment les aumakua à Hawaï ou les ata de Tikopia.

### Spiritisme
Une des premières expériences d'Allan Kardec, le fondateur du spiritisme en 1857, fut, le 25 mars 1856, d'entendre des coups contre le mur, d'interroger la table tournante et de recevoir ce message : « C'est moi qui ai frappé ; c'est moi ton esprit familier. Pour toi, je m'appellerai la Vérité, et, à raison d'un quart d'heure, une fois par mois, je serai à ta disposition ».